# Akademia Nasionala del Ladino
L'Akademia Nasionala del Ladino (ANL) (français : Académie nationale du judéo-espagnol; hébreu : האקדמיה הלאומית הישראלית ללאדינו) est un organisme universitaire israélien affilié à Association des académies de la langue espagnole en Espagne qui promeut la préservation, l'étude et l'utilisation du judéo-espagnol, l'étude et l'utilisation de la langue judéo-espagnol. Elle collabore avec Autorité nationale du ladino, également basée en Israël, créée par le gouvernement israélien dans les années 1990.
La création de l'académie a été généralement considérée comme une étape importante dans la communauté ladino, car elle a marqué le moment où Académie royale espagnole (RAE) a reconnu le judéo-espagnol comme une langue égale aux autres dialectes espagnols.

## Histoire
Dans les années 2010, des initiatives universitaires, gouvernementales et culturelles ont été lancées pour préserver la judéo-espagnol, qui est en train de disparaître. Ethnologue estime qu'il y a plus de 130 000 locuteurs judéo-espagnols dans le monde, dont la plupart vivent en Israël. D'autres sources estiment qu'il y a entre 60 000 et 400 000 locuteurs. Cependant, de nombreux locuteurs natifs sont âgés et ne transmettent pas la langue à leurs enfants,.
En 2015, le conseil plénier de l'Académie royale espagnole (RAE), l'organisme officiel de régulation de la langue espagnole en Espagne, a élu huit universitaires spécialistes du judéo-espagnol. Cette décision a été interprétée comme le signe d'une appréciation croissante en Espagne de l'héritage culturel des Juifs séfarades en Espagne, y compris de l'importance du judéo-espagnol.
En 2017, le RAE a annoncé son intention de créer une académie du judéo-espagnol en Israël, aux côtés des 23 académies existantes dans les pays hispanophones qui forment l'Association des académies de langue espagnole du RAE. L'objectif déclaré de l'organisation serait de préserver le judéo-espagnolet de protéger son patrimoine linguistique et culturel. L'académie devrait être reconnue et financée par le gouvernement israélien.
Le 20 février 2018, la constitution de l'Akademia Nasionala del Ladino (ANL) a été rédigée,, et approuvée à l'unanimité le 3 octobre 2019,,.
Le 9 décembre 2020, l'ANL a tenu son événement public à Jérusalem. La ministre espagnole des Affaires étrangères, Arancha González, y a assisté et le président israélien, Reuven Rivlin, y a adressé un message.

## Importance
La création de l'académie a été considérée comme une autre mesure prise par le gouvernement espagnol pour compenser l'expulsion des Juifs d'Espagne en 1492, à la suite de l'offre de citoyenneté espagnole aux séfarades descendant des Juifs expulsés d'Espagne.